# Сушко Юрій Володимирович
Юрій Володимирович Сушко (1979 р.н.), відомий як Вбивця бездомних — російський серійний вбивця. У період з 2013 по 2015 рік він вбив чотирьох чоловіків та сусідку по кімнаті у сварках, пов'язаних із алкоголем, у російському місті Узловій Тульської області, спалюючи їх трупи. У 2017 році за скоєні злочини його засудили до довічного позбавлення волі.

## Раннє життя
Уродженець Херсонської області України, Сушко мав важке дитинство — коли йому було лише рік, батьки розлучилися. Його мати повторно вийшла заміж, взявши з собою молодого Юрія та перейменувавши його, щоб він мав прізвище вітчима. Через деякий час родина переїхала до Росії, вирішивши оселитися у Твері, де вони прожили звичайне і скромне життя. За словами Сушка, все це змінилося однієї доленосної ночі: коли йому було сім, він вийшов перекусити на кухню, його мати принесла йому склянку молока, а за нею зайшов віччим з сокирою. Припускаючи, що це було для рубання дров, вітчим Юрія вдарив матір об голову, внаслідок чого вона впала на землю. Чоловік вдарив її вдруге, перш ніж приступити до її повного обезголовлення. Закінчивши вбивство, він вибіг на вулицю, сів на мотоцикл та поїхав у міліцію, щоб повідомити про свій вчинок. Коли слідство було закінчилося, підлітка повернули до батька в Україну, який до того часу також одружився і мав двох інших дітей.
Після трагічної події Юрій почав проявляти агресію, часто проклинаючи мачуху та тікаючи з дому, як повідомляється, навіть почав пити та курити, як дорослий чоловік. Батько, нетерпимий до його поведінки, відправив його до інтернату для психічно важких, що, хоч і не вилікувало його від його агресивності, змусило Юрія вчитися важче. Оскільки його вважали загрозою для інших пацієнтів, Сушко відправили до психіатричної лікарні, де йому поставили діагноз шизофренія. З цього моменту його життя пішло по крутому пагорбу, Юрія вперше ув'язнили у віці 14 років, через ряд крадіжок. Перебуваючи в тюремній колонії, він зізнався, що вживав різні види наркотиків, включаючи героїн, амфетамін та інші «кумедні таблетки».

## Вбивства

### Василь Смирнов
Відбувши покарання в Новомосковській колонії у Тульській області Росії й не маючи змоги повернутися до України, Сушко 12 жовтня 2013 поїхав до села Узлова, де знайшов житло й алкоголь у покинутому некомерційному товариства під назвою «8 березня». Купивши алкоголю, він прогулявся до іншого будинку, де побачив, як 24-річний Василь Смірнов спить на матраці. Незважаючи на брудний і неохайний вигляд Смірнова, Сушко запропонував йому випити і перекусити, і двоє почали розмову про життя. Одного разу розмова зосередилась на татуюваннях, які Юрій мав на руках, і він визнав, що нещодавно був звільнений із в'язниці. Раптом Василь почав лаятися на нього і двічі вдарив Сушко в обличчя. Обурений, Сушко схопив металеву трубу і тричі вдарив Смирнова по голові, розламав череп.
Зрозумівши, що він зробив, Сушко приховав злочин. Він перетягнув тіло Смірнова назад на матрац і підпалив його, зробивши вигляд, ніби покійний випадково заснув із погашеною сигаретою. Тіло горіло тривалий час, руки та голова Смірнова були сильно спотворені, тому медичний інспектор не зміг розшифрувати причину смерті.

### Володимир Антіпов
Після виходу з колонії, Сушко почав стосунки з безпритульною жінкою на ім'я Ольга Белова. Її будинок згорів, і з чоловіком, який загинув у вогні, вона не змогла піклуватися про сина, якого відправили до інтернату. Через свою кримінальну справу Сушко не зміг влаштуватися на роботу, і тому він працював на нелегальній низькооплачуваній роботі.
Приблизно 2014 року, поки двоє ходили за самогоном, Белова натрапила на давнього знайомого: 50-річного Володимира Антіпова, якого Юрій не знав. Ольга попросила взяти Володимира з собою, Юрій погодився. Опинившись вдома, пара накрила стіл спиртними напоями та їжею, і розпалила багаття на вулиці. Антіпов заявив, що якісь чоловіки затягнули Белова в кущі, на що Юрій відповів, що краще піти звідти, щоб не мати проблем. Раптом Володимир кинувся на нього, і вони почали битися. Сушко схопив лопату і кілька разів ударив Антіпова, внаслідок чого він впав, Юрій кинувся до покинутого будинку. Згодом він вийшов і виявив, що Антіпов помер.
Скориставшись допомогою Ольги, Юрій обезголовив тіло ножовкою, поклав її в мішок і викинув до кущів, тіло викинув у канаву. Пізніше він спалив лопату і продав ножівку для металобрухту. Якщо сусіди ставили питання про поганий запах, Сушко пояснив, що це собака, який помер у кущах.

### Ольга Бєлова
Помітивши зникнення 1500 рублів, Сушко почав підозріло ставитися до своєї співмешканки, а 22 січня 2015 року жорстоко побив її. Ольга лежала в лікарні зі зламаними руками, але згодом повернулася до нього. У травні, під час пиятики, Сушко сказав Ользі, що якщо їй потрібні гроші. Белова відповіла, що вона покидає його, і що планує заявити до поліції про вбивство Антіпова. Розгніваний Юрій напав на Ольгу, але вона втекла, він наздогнав її, наніс їй 40 ударів, далі повернувся до будинку. Ольга померла від ран.
Сушко облив її тило бензином і підпалив. Він підтримував вогонь всю ніч, додаючи дрова й алкоголь. Вранці закопав решту кісток.

### Ігор Миронов
Наступні дві жертви, як описав Сушко, були вбиті «випадково». Першим був 32-річний Ігор Миронов (у деяких ЗМІ його називають «Олександр»), якого він познайомився в магазині, купуючи алкоголь. Двоє чоловіків разом випили за гаражем, а Миронов заявив, що він обдурив тисячу рублів, запропонувавши ненадовго повернутися додому, щоб дістати його картку та отримати їх більше випити. Нездатний відмовитись від такого вчинку, Сушко погодився і пізніше запросив Миронова до себе додому. Юрій та Ігор вели дружню розмову, поїдаючи смажені курячі крильця, поки Миронов не побачив, що його господар має на стіні православну ікону. Раптом Миронов збудився і почав видавати дивні шуми, сказавши, що чорт прийде. Маючи марні спроби його заспокоїти, Юрій опинився в боротьбі з божевільним Мироновим. Діючи інстинктом, він схопив поруч металеву планку і кілька разів ударив Ігоря по голові. Миронов, хрипів, незабаром опустився мертвим на землю. Дізнавшись, що це вже четверта жертва, Сушко вирішив просто кинути тіло в кущі. Він розповів про вбивство деяким друзям, і коли його запитали, чому його причина, він просто сказав: "Він був п'яний. Все було однаково ".

### Володимир Корольов
Наприкінці червня того ж року Сушко запросив до себе пити іншого чоловіка: 24-річного Володимира Корольова (в деяких джерелах ЗМІ його називають «Микола»). Поки вони балакали, Корольов згадав, що він також був у Новомосковській колонії, а потім почав марити, як Юрій ставився до нього несправедливо. Спантеличений його претензіями, Сушко намагався його заспокоїти, але їх конфлікт незабаром перетворився на фізичний. Передбачивши результат, Сушко схопив цеглу і розчавив її в череп Корольова. Поки він намагався спалити тіло, починаючи з ніг, він втомився і пішов спати. Наступного ранку, коли Сушко побачив труп Володимира, він зрозумів, що зробив це знову. Щоб приховати це, він перетягнув тіло на сусідню дачу і посипав сміттям, щоб сховати його.

## Арешт, суд і ув'язнення
Вбивства залишалися невирішеними деякий час, але незабаром закінчиться, коли Сушко зізнається у своїх вчинках. На нього впали підозри у вбивствах Миронова та Корольова, і, йдучи до його будинку, він натрапив на офіцера Дениса Казакова та його напарника. Казаков, який був знайомий з Юрієм через його невдачі та зрив громадського порядку, привіз його до відділення на допит і почав задавати питання про двох зниклих без вісті чоловіків. Багато чого для двох офіцерів здивувало, Сушко запропонував написати зізнання і далі визнав, що вбив Смирнова, Антипова та Бєлова. Його твердження були доведені, коли він пояснив, як він убив, і вказав, де знаходяться могили. Оскільки у деяких загиблих бракувало м'язових тканин і кінцівок, деякі підозрювали, що Сушко, можливо, займався канібалізмом. Згодом Юрій заперечив, що він робив усе для самооборони, провівши порівняння між ним та узбецьким масовим вбивцею Сироджидіном Шерілєвим, серед жертв яких було троє дітей.
На суді Сушко зробив багато речей, щоб привернути увагу, змінив свої показання і заявив, що його змушують зізнаватися, кажучи, що «чим більше трупів, тим краще». Він заперечував будь-які попередні звинувачення, особливо ті, що стосуються розкуркулення своїх жертв, і пояснював своє дивне поведінку на вулиці (хрещення дерев, демонстрація технік карате, танці на вулицях та роздягання) як поєднання алкоголізму та його шизофренії. Це збило правосуддя Маріанна Болдова, яка сказала, що багато людей, які страждають від цієї недуги, були добросовісними громадянами. Незважаючи на тяжкість його злочинів, його визнали здоровим а у 2017 році Юрія Сушка було засуджено за п'ять вбивств та засудили до довічного ув'язнення. Перебуваючи у в'язниці, Сушко заявив, що пише книгу про те, як вирішити конфлікт в Україні, а також подає заяву на отримання російського громадянства. Він також сказав, що буде готовий спокутувати свої гріхи, при'єднавшись до добровольчих сил, щоб «відновити мир у рідній країні».